# Maturaschule Dr. Roland
Die Maturaschule Dr. Roland ist die älteste Maturaschule Österreichs und befindet sich im 7. Wiener Gemeindebezirk Neubau.

## Geschichte
Erich Roland wurde 1905 in Weinbergen bei Lemberg in Polen (heute Lwiw/Ukraine) geboren. Nach der Übersiedelung der Familie nach Wien besuchte er das Piaristengymnasium und nahm danach sein Jus-Studium an der Universität Wien auf.
Im Jahr 1926 gründete er die „Rechtskurse Dr. Roland“ zunächst für das „Latinum“. Nach seiner Promotion im Jahr 1929 erweiterte er das Angebot der Kurse stark und dehnte dieses auch auf andere Fakultäten aus.
Im Jahr 1933 gründete er die „Maturaschule Dr. Roland“ im 7. Wiener Gemeindebezirk in der Westbahnstraße 5. Neben diesem Standort – der bis ins Jahr 1997 als Schulzentrale bestand, gab es im Verlauf der Zeit Zweigstellen am Karlsplatz, am Hamerlingplatz sowie in der Richtergasse.
Peter Roland, geboren 1938 übernahm die Schule nach dem Tod seines Vaters im Jahr 1984 und leitete diese bis zur Übergabe an seinen Sohn,  Matthias Roland (* 1970) im Jahr 1997, der die Schule heute – unterstützt durch seine Frau Antje Roland (* 1962) – leitet.
Mit dem Jahreswechsel 1997/98 übersiedelte die Maturaschule Dr. Roland in das neue Schulgebäude in Wien, Neubaugasse 43. Erstmals seit Schulgründung wurden dort wieder alle Bereiche der Schule an einem zentralen Standort zusammengeführt.

## Bildungsangebot
1933 wurde die Maturaschule Dr. Roland zur Vorbereitung auf die „Externistenreifeprüfung“ gegründet. Diese ermöglicht es Schülern, ihre Matura auf dem zweiten Bildungsweg zu absolvieren.
Im Jahr 1949 wurde das Angebot (Matura im Direktunterricht) um den Fernunterricht erweitert. Dieser ermöglichte Schülern aus  Österreich – sogar aus der ganzen Welt – sich auf Externistenprüfungen vorzubereiten und standortungebunden für die Matura zu lernen.
Im Jahr 1997 kam die – in diesem Jahr in Österreich eingeführte – Berufsreifeprüfung hinzu. Zu diesem Zweck wurde die „Europa-Akademie Dr. Roland“ gegründet. Der erste Schüler, der diese Ausbildung in Österreich abgeschlossen hatte, war ein Schüler der „Dr. Roland-Schule“. Die Berufsreifeprüfung löste auch die Kurse zur Vorbereitung auf die Beamten-Aufstiegsprüfung ab, die 2013 abgeschafft wurde.
Neben der Externistenreifeprüfung und der Berufsreifeprüfung bildet seit 2014 die Studienberechtigungsprüfung ein Standbein der Dr. Roland-Schule.
Seit den Corona-Jahren 2020 bis 2022 führt die Dr. Roland-Schule auch Online-Kurse, die nach der Corona-Zeit zu einem fixen Bestandteil des Ausbildungsportfolios wurden.
Zudem gab und gibt es Sprach- und EDV-Kurse.

### Aufbau und Studium
Die Kurse zur Vorbereitung auf die AHS-Matura (Externistenreifeprüfung), Berufsreifeprüfung sowie Studienberechtigungsprüfung sind sowohl im Direkt-, im Fernunterricht als auch im Online-Unterricht möglich.
Grundsätzlich ist der Unterricht so aufgebaut, dass auch Schüler mit niedriger Vorbildung die Möglichkeit haben, die Kurse zu besuchen, da der Unterricht in den wichtigen Fächern von den Grundlagen ausgehend vollständig aufgebaut wird.
Eigene Lernunterlagen (Skripten) werden von der Dr. Roland-Schule selbständig verfasst und umfassen den Lehrplan der jeweiligen Ausbildungsrichtung. Damit steht den Schülern ein Lehrwerk zur Verfügung, das konzentriert alle wichtigen Informationen umfasst.
Diese Skripten bilden auch die Basis des Fernunterrichts.
Die Dr. Roland-Schule (Maturaschule Dr. Roland sowie Europa-Akademie Dr. Roland) wurde von WienCert und ÖCert zertifiziert. Lehrgänge der Dr. Roland-Schule sind teilweise staatlich anerkannt. So führt die Europa-Akademie Dr. Roland anerkannte Lehrgänge zur Vorbereitung auf die Berufsreifeprüfung, womit 3 der 4 Prüfungen von den Schülern vor den eigenen Lehrkräften abgelegt werden können.
Ebenso sind die Lehrgänge zur Vorbereitung auf die Studienberechtigungsprüfung von der Universität Wien anerkannt.
Durch die moderne Ausstattung der Schule ist es auch möglich, Schüler mit körperlichen Beeinträchtigungen auf die unterschiedlichen Ausbildungsziele vorzubereiten.

### Standort
Seit Beginn des Jahres 1998 ist die Dr. Roland-Schule an einem zentralen Standort in Wien, Neubaugasse 43 untergebracht. Sie verfügt über 17 moderne Schulungsräume/Klassenzimmer, die mit digitalen Tafeln und einem EDV-System ausgestattet sind.

## Ehemalige Schüler
Folgende Rolandschüler besuchten die Maturaschule Dr. Roland (Auswahl):
- Heinz Becker (* 1950), Politiker
- Franz Innerhofer (1944–2002), Schriftsteller
- Trude Marzik (1923–2016), Erzählerin und Lyrikerin
- Friederike Mayröcker  (1924–2021), Schriftstellerin
- Robert Schindel (* 1944), Lyriker, Regisseur und Autor
- Julian Schutting (* 1937), Schriftsteller
- Brigitte Schwaiger  (1949–2010 in Wien), Schriftstellerin
- Gernot Wolfgruber (* 1944), Schriftsteller
- Helmut Thoma (1939–2025), Medienmanager
- Harald Ofner (* 1932), Rechtsanwalt und Politiker
- Wolfgang Ambros (* 1952), Liedermacher und Rock-/Popsänger
- Dieter Chmelar  (* 1957), Journalist, Fernsehmoderator und Kabarettist
- Josef Staribacher (1921–2014), Politiker
- Thomas Sykora  (* 1968), Skirennläufer
- Kurt Oppelt (1932–2015), Eiskunstläufer
- William Cohn (1957–2022), Sprecher, Schauspieler, Synchronsprecher und Sänger
- Claudia Kristofics-Binder  (* 1961), Eiskunstläuferin
- Heinrich Thun (1938–2024), Leichtathlet
- Freddy Quinn (* 1931), Schlagersänger und Schauspieler
- Hubertus von Hohenlohe (* 1959), Fotograf, Sänger und Skirennläufer.
- Gunnar Prokop (* 1940), Handballtrainer.
- Dominik Distelberger (* 1990), Leichtathlet
- Peter Hanke  (* 1964), Manager und Politiker
- Attila Dogudan (* 1959), Gastronom
- Niki Lauda (1949–2019), Automobilrennfahrer, Unternehmer und Pilot
- Christoph Waltz (* 1956), Schauspieler, Regisseur, Synchronsprecher
- Oscar Bronner (* 1943), Journalist und Künstler
- Jasmin Eder (* 1943),  Journalist und Künstler.
- Janina Toljan  (* 1990),  Tennisspielerin
- Roman Mählich (* 1971),  Fußballspieler und -Fußballtrainer
- Bruno Kreisky (1911–1990), Politiker
- Johanna Ernst (* 1992),  Sportkletterin

## Publikationen
- Cercle Roland: Fünftausend Maturanden. Maturaschule Dr. Roland, Wien 1975, DNB 947759530.
- Erich Roland: Maturaschule Dr. Roland. Wien 1935, DNB 560835469 (Diverse Lehrbücher).